# İbrahim Çolak
İbrahim Çolak (Konak, 7 gennaio 1995) è un ginnasta turco.

## Biografia
Ha vinto la medaglia d'argento ai campionati europei di Glasgow 2018 nel concorso degli anelli, completando la gara alle spalle del greco Eleutherios Petrounias.
Durante i Campionati mondiali di ginnastica artistica 2019 diventa il primo turco a vincere l'oro e una medaglia ai mondiali di ginnastica.

## Palmarès
- Mondiali

Stoccarda 2019: oro negli anelli.
- Europei

Glasgow 2018: argento negli anelli.
- Giochi europei

Baku 2015: bronzo negli anelli.
- Giochi del Mediterraneo

Mersin 2013: argento negli anelli
Tarragona 2018: oro negli anelli, argento nel concorso a squadre.
- Universiadi

Taipei 2017: argento negli anelli.
- Giochi della solidarietà islamica

Baku 2017: oro negli anelli e nel concorso a squadre.